# La Règle du jeu
La Règle du jeu és una pel·lícula de 1939 dirigida pel cineasta francès Jean Renoir. La seva estrena fou un complet fracàs de taquilla (poc després esclatà la guerra) i es varen suprimir els diàlegs i escenes del metratge per adaptar-la als gustos de la societat francesa d'aquell temps. Finalment fou prohibida pels governs francès i alemany. Costà més de cinc milions de francs, el doble del pressupostat. Després de la guerra se'n va perdre el negatiu i només a partir del 1960 s'ha pogut reconstruir. Apareix en totes les llistes de les millors pel·lícules de la història del cinema.

## Argument
La història es desenvolupa principalment en un castell a finals dels anys '30. Diverses persones de l'alta burgesia i llurs criats s'hi reuneixen un cap de setmana per diversos motius. Intrigues galants, un assassinat... Tot es desenvolupa seguint les més baixes passions, però sense perdre'n la més estricta cortesia, és a dir, respectant la regla del joc.

## Repartiment
- Nora Gregor: Christine de la Cheyniest
- Paulette Dubost: Lisette
- Marcel Dalio: Robert de la Cheyniest
- Roland Toutain: André Jurieux
- Jean Renoir: Octave
- Mila Parély: Geneviève de Marras
- Anne Mayen: Jackie
- Julien Carette: Marceau
- Gaston Modot: Edouard Schumacher
- Pierre Magnier: el general

## Comentaris
La pel·lícula es rodà poc abans de la Segona Guerra Mundial, i Renoir es basà molt lliurement en l'obra de teatre d'Alfred de Musset Els Capricis de Mariana (Les caprices de Marianne). De fet, després d'una mala elecció dels actors va haver de reescriure gran part del guió sobre la marxa i al final gairebé res en quedà del text de Musset. Com en la famosa sèrie de televisió britànica Dalt i baix, Renoir planteja una divisió dels dos mons en el castell: dalt els nobles mantenen el decor i les aparences, i es dediquen a enganyar llurs parelles. Abaix els criats es deixen portar per la passió, acabant en una situació sense sortida.